# Batalla de Solway Moss
La batalla de Solway Moss tuvo lugar en Solway Moss cerca del río Esk en el lado inglés de la frontera anglo-escocesa en noviembre de 1542 entre las fuerzas de Inglaterra y Escocia.
El rey escocés Jacobo V se negó a romper el acuerdo con la Iglesia católica, como rogó su tío el rey Enrique VIII, quien lanzó un gran ataque en el suroeste de Escocia. El ejército escocés que marchaba contra ellos estaba mal liderado y organizado, y muchos escoceses fueron capturados o se ahogaron en el río. Se cree que las noticias de la derrota apresuró la temprana muerte de Jacobo V.